# Marc Galle
Marc Galle (ur. 11 września 1930 w Denderleeuw, zm. 13 kwietnia 2007 w Gandawie) – belgijski i flamandzki polityk, językoznawca, nauczyciel akademicki oraz samorządowiec, minister w rządzie federalnym i regionalnym, parlamentarzysta krajowy, deputowany do Parlamentu Europejskiego III kadencji.

## Życiorys
Absolwent germanistyki na Uniwersytecie w Gandawie. Uzyskał następnie doktorat z filozofii i językoznawstwa na Vrije Universiteit Brussel. Pracował jako wykładowca akademicki, prowadził też programy językowe z cyklu Taalwenken w VRT. W pracy naukowej zajmował się m.in. badaniem twórczości Louisa Couperusa.
Działał w Belgijskiej Partii Socjalistycznej, a po jej podziale we flamandzkiej Partii Socjalistycznej. Zasiadał w komitecie wykonawczym tego ugrupowania. Był radnym miejskim w Aalst, posłem do Izby Reprezentantów (1977–1989) i członkiem Rady Flamandzkiej (1977–1989). W latach 1979–1981 wchodził w skład kilku federalnych gabinetów jako minister do spraw Regionu Flamandzkiego lub wspólnoty flamandzkiej. Od 1981 do 1985 był członkiem rządu regionalnego Gastona Geensa. W latach 1989–1994 sprawował mandat europosła III kadencji, należąc do frakcji socjalistycznej i przewodnicząc Komisji ds. Regulaminu, Weryfikacji Mandatów i Immunitetów.